# Falasarna
Falasarna (en griego, Φαλάσαρνα) es el nombre de una antigua ciudad griega de Creta ubicada en la costa occidental, en la bahía de Livadi.